# Lista över fornlämningar i Kiruna kommun
Lista över fornlämningar i Kiruna kommun är en förteckning av ett urval av de fornlämningar som finns i Kiruna kommun.

## Jukkasjärvi
| Namn                          | Lämningstyp                      | Tillkomsttid | Historisk indelning   | Plats | Läge                 | ID-nr          | Bild                                      |
| ----------------------------- | -------------------------------- | ------------ | --------------------- | ----- | -------------------- | -------------- | ----------------------------------------- |
| Jukkasjärvi 34:1              | Stensättning                     |              | Jukkasjärvi, Lappland |       | 67.767720, 22.213672 | 10017200340001 | Ladda upp en bild av detta fornminne      |
| Jukkasjärvi 107:1             | Stensättning                     |              | Jukkasjärvi, Lappland |       | 67.850331, 20.552992 | 10017201070001 | Ladda upp en bild av detta fornminne      |
| Jukkasjärvi 107:2             | Stensättning                     |              | Jukkasjärvi, Lappland |       | 67.850370, 20.553524 | 10017201070002 | Ladda upp en bild av detta fornminne      |
| Jukkasjärvi 147:1             | Hög                              |              | Jukkasjärvi, Lappland |       | 68.031661, 20.219098 | 10017201470001 | Ladda upp en bild av detta fornminne      |
| Ala-Autio (Jukkasjärvi 688:1) | Lägenhetsbebyggelse              |              | Jukkasjärvi, Lappland |       | 67.488542, 21.761672 | 10017206880001 | Ladda upp en bild av detta fornminne      |
| Jukkasjärvi 868:2             | Kvarn                            |              | Jukkasjärvi, Lappland |       | 67.451612, 22.044875 | 10017208680002 | Ladda upp en bild av detta fornminne      |
| Jukkasjärvi 1068:1            | Husgrund, historisk tid          |              | Jukkasjärvi, Lappland |       | 68.131319, 18.919239 | 10017210680001 | Ladda upp en bild av detta fornminne      |
| Jukkasjärvi 2158              | Husgrund, historisk tid          |              | Jukkasjärvi, Lappland |       | 68.429890, 18.109023 | 12000000062987 | Ladda upp en till bild av detta fornminne |
| Jukkasjärvi 2160              | Husgrund, historisk tid          |              | Jukkasjärvi, Lappland |       | 68.423675, 18.347356 | 12000000063263 | Ladda upp en bild av detta fornminne      |
| Jukkasjärvi 2161              | Husgrund, historisk tid          |              | Jukkasjärvi, Lappland |       | 68.424104, 18.354787 | 12000000063264 | Ladda upp en bild av detta fornminne      |
| Jukkasjärvi 2162              | Husgrund, historisk tid          |              | Jukkasjärvi, Lappland |       | 68.423339, 18.345493 | 12000000063265 | Ladda upp en bild av detta fornminne      |
| Jukkasjärvi 2163              | Husgrund, historisk tid          |              | Jukkasjärvi, Lappland |       | 68.422613, 18.343863 | 12000000063266 | Ladda upp en bild av detta fornminne      |
| Jukkasjärvi 2164              | Husgrund, historisk tid          |              | Jukkasjärvi, Lappland |       | 68.423665, 18.194754 | 12000000063267 | Ladda upp en bild av detta fornminne      |
| Jukkasjärvi 2165              | Husgrund, historisk tid          |              | Jukkasjärvi, Lappland |       | 68.423386, 18.194150 | 12000000063268 | Ladda upp en bild av detta fornminne      |
| Jukkasjärvi 2166              | Husgrund, historisk tid          |              | Jukkasjärvi, Lappland |       | 68.423512, 18.163766 | 12000000063269 | Ladda upp en bild av detta fornminne      |
| Jukkasjärvi 2168              | Husgrund, historisk tid          |              | Jukkasjärvi, Lappland |       | 68.423717, 18.162919 | 12000000063272 | Ladda upp en bild av detta fornminne      |
| Jukkasjärvi 2171              | Stensättning                     |              | Jukkasjärvi, Lappland |       | 67.808686, 19.983508 | 12000000064714 | Ladda upp en bild av detta fornminne      |
| Jukkasjärvi 2176              | Ristning, medeltid/historisk tid |              | Jukkasjärvi, Lappland |       | 67.790208, 20.244007 | 12000000069675 | Ladda upp en bild av detta fornminne      |
| Jukkasjärvi 2370              | Ristning, medeltid/historisk tid |              | Jukkasjärvi, Lappland |       | 67.837369, 20.304288 | 12000000076752 | Ladda upp en bild av detta fornminne      |
| Jukkasjärvi 2516              | Kyrkstad                         |              | Jukkasjärvi, Lappland |       | 67.846386, 20.619041 | 12000000113160 | Ladda upp en bild av detta fornminne      |

## Karesuando
| Namn                               | Lämningstyp                      | Tillkomsttid | Historisk indelning  | Plats | Läge                 | ID-nr          | Bild                                 |
| ---------------------------------- | -------------------------------- | ------------ | -------------------- | ----- | -------------------- | -------------- | ------------------------------------ |
| Rounala kyrkplats (Karesuando 6:1) | Kyrka/kapell                     |              | Karesuando, Lappland |       | 68.807492, 21.149693 | 10017600060001 | Ladda upp en bild av detta fornminne |
| Karesuando 464:1                   | Stensättning                     |              | Karesuando, Lappland |       | 68.659096, 21.211374 | 10017604640001 | Ladda upp en bild av detta fornminne |
| Karesuando 468:1                   | Stensättning                     |              | Karesuando, Lappland |       | 68.629493, 21.407509 | 10017604680001 | Ladda upp en bild av detta fornminne |
| Karesuando 520:1                   | Husgrund, historisk tid          |              | Karesuando, Lappland |       | 68.667172, 20.272269 | 10017605200001 | Ladda upp en bild av detta fornminne |
| Karesuando 558:1                   | Minnesmärke                      |              | Karesuando, Lappland |       | 68.238840, 23.120115 | 10017605580001 | Ladda upp en bild av detta fornminne |
| Karesuando 561:4                   | Husgrund, historisk tid          |              | Karesuando, Lappland |       | 68.030919, 22.655638 | 10017605610004 | Ladda upp en bild av detta fornminne |
| Karesuando 575:2                   | Husgrund, historisk tid          |              | Karesuando, Lappland |       | 68.580375, 21.398132 | 10017605750002 | Ladda upp en bild av detta fornminne |
| Karesuando 580:1                   | Husgrund, historisk tid          |              | Karesuando, Lappland |       | 68.271542, 22.337429 | 10017605800001 | Ladda upp en bild av detta fornminne |
| Karesuando 851                     | Ristning, medeltid/historisk tid |              | Karesuando, Lappland |       | 68.223829, 22.732651 | 12000000014974 | Ladda upp en bild av detta fornminne |